# Fundação de São Vicente (Benedito Calixto)
Fundação de São Vicente (1900) é uma pintura horizontal de óleo sobre tela, produzida pelo pintor Benedito Calixto de Jesus. A imagem foi idealizada no ano de 1900 sob encomenda e reproduz como teria sido a ocupação de São Vicente (localizada na microrregião de Santos - São Paulo, Brasil), com a chegada de portugueses às terras indígenas. Na época, foi idealizada através de modelos, com ampla preocupação na reprodução da paisagem e comportamento dos elementos presentes nela.
Hoje, a obra integra o acervo do Museu Paulista da USP (também chamado por Museu do Ipiranga), estando localizada na sala B11. Junto com a tela Fundação de São Paulo, de Oscar Pereira da Silva, ela pertence à exposição de longa-duração denominada "Imagens Recriam a História", que celebra obras com temáticas vinculadas à conquista portuguesa. Foi uma obra de extrema importância para a definição da história brasileira como é conhecida hoje, por fazer parte de um raro conjunto de artes que representam momentos marcantes na ocupação do Brasil.
Na composição da imagem, observa-se a chegada dos portugueses através da expedição de Martim Afonso de Souza e o seu contato inicial com os índios. Diferentes peças de roupas, objetos e forma social de comportamento são determinantes na obra, assim como a vegetação. A imagem traz diversos componentes que ajudam a entender o momento de ocupação das terras brasileiras, definindo o seu espaço e tempo por não ter qualquer elemento de urbanização.
Portanto, "Fundação de São Vicente" pode ser considerada uma das obras precursoras da definição do imaginário social brasileiro.

## A arte e o litoral na vida de Benedito Calixto

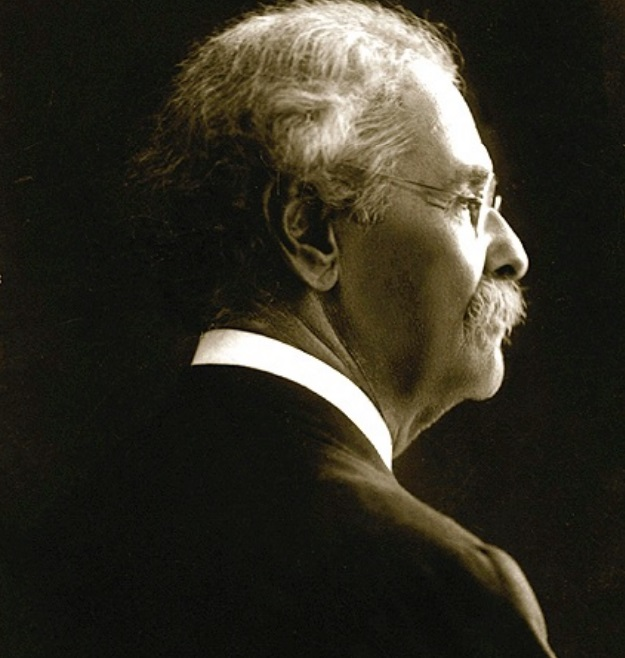
O pintor Benedito Calixto.

Ainda na infância, Benedito Calixto tinha um aparente dom para  desenhos. Filho de João Pedro de Jesus e de Ana Gertrudes Soares de Jesus, cresceu na antiga Vila de Nossa Senhora da Conceição de Itanhaém, onde desenhava com barras de carvão a paisagem local, desenvolvendo essa característica reproduzida em obras como "Fundação de São Vicente". Após a adolescência, foi para a cidade de Brotas, no interior de São Paulo, onde começou a trabalhar ao lado de seu irmão mais velho, Joaquim Pedro de Jesus, restaurando imagens sacras na igreja local e aprimorando ainda mais as suas técnicas artísticas. Foi conquistando admiradores e em 1881, realizou sua primeira exposição.
No mesmo ano, 1881, muda-se para Santos, conhecendo um novo ambiente que passa a servir-lhe de inspiração para os quadros. Chegou a morar em São Vicente por mais de 30 anos, onde vivia em uma grande residência, com um ateliê próprio, onde finalizou a maioria de suas mais de 700 obras catalogadas, hoje espalhadas por museus, entidades, instituições e coleções de particulares. Com amplo conhecimento sobre o litoral paulista, Benedito também atuou como cartógrafo (produzindo ensaios de mapas de Santos) e historiador (escrevendo livros sobre as capitanias paulistas). Ainda em Santos, recebe uma bolsa para ir a Paris, onde fica por menos de um ano. Regressa ao Brasil em 1884, trazendo consigo uma câmera fotográfica que o auxilia nas pinturas que produziu a partir de então, como "Fundação de São Vicente".
Detalhista e perfeccionista, foi elogiado por representar com exatidão quadros como Inundação da Várzea do Carmo (1892) e a partir de então, passa a receber maior destaque. Católico fervoroso, o artista também decorou muitas igrejas. Dentre as obras que mais se destacam em São Paulo, estão os murais das catedrais de Santos e Ribeirão Preto e a decoração das igrejas de Santa Cecília, Consolação e Santa Ifigênia, na Capital. Na Matriz de São João Batista, em Bocaina, criou um conjunto de 14 telas. Esses seriam seus últimos trabalhos, concluídos em setembro de 1923.

Sob encomenda de Afonso d´Escragnolle Taunay, o artista passa a realizar diversas obras para o Museu Paulista da Universidade de São Paulo entre o final do século XIX e meados do século XX. As obras, em sua maioria, retratam cenas de uma São Paulo antiga, com muitas paisagens. São baseadas sobretudo em desenhos de Hércule Florence (1804 - 1879) e fotografias de Militão Augusto de Azevedo (1837 - 1905). Em especial, para quadros de cunho histórico e religioso, tais como "Fundação de São Vicente", Benedito realiza uma série de estudos fotográficos, afim de uma reprodução autêntica.
| “ | A trajetória de Calixto atinge ao seu ponto máximo justamente quando as forças empenhadas na invenção do passado de São Paulo são canalizadas para o Museu Paulista -Caleb Faria Alves | ” |

 Segundo Benedito, a história do Brasil estaria resumida na história de São Paulo. Decorrente disso está a sua escolha por retratar o início das cidades, do litoral ao centro. Ele detinha uma percepção de que a história seria contada por meio de personagens e tradições, com uma percepção mítica da narrativa brasileira, retratadas nas suas formas de produzir as obras artísticas - tanto visuais, quanto literárias.
Apesar de ser bastante reconhecido, Benedito não fez fortuna com sua arte. Morreu em decorrência de um infarto aos 74 anos em São Paulo, no dia 31 de maio de 1927. Hoje, é considerado um just milhem: artista que ficou no meio do caminho entre as manifestações acadêmicas do século XIX e as vanguardas, do início do século seguinte.De formação academicista, o pintor era próximo das máximas positivistas e procurou propagandeá-las. Apesar de se aproximar do modernismo e dos aprendizados que adquiriu na França, adquiriu sua modernidade ao desempenhar um papel ativo na consolidação de um ideal republicano que inventa uma tradição para o Brasil a partir do Estado de São Paulo.
Sua arte, no geral, foi de extrema importância para enriquecer a iconografia da história do país. Suas diversas telas aludindo à chegada de Martim Afonso de Sousa à Capitania de São Vicente, no século 16, fizeram na época sucesso com público e mídia.

## Composição da obra
Pintar o desembarque do navegador português Martim Afonso de Souza e a fundação de São Vicente era imaginada por Calixto desde 1892. A celebração do IV Centenário do Descobrimento foi o momento escolhido pelo pintor para realizar sua obra. O pesquisador Eduardo Polidori diz: "A elaboração de uma pintura histórica em grande formato, além de contribuir à projeção da carreira do artista em fins do século XIX, combinava com o intento das elites locais em promover simbolicamente o litoral sul paulista mediante a presidência do Estado de São Paulo".
Dentre as diversas pinturas de Benedito Calixto, "Fundação de São Vicente" é apenas uma das que remetem à chegada de Martim Afonso de Sousa à Capitania de São Vicente, no século XVI, junto a outros portugueses, como Brás Cubas, capitão-mor de Martim Afonso. Como em outras de suas obras, o artista utilizou para a composição dessa, modelos vivos para montar suas fotografias e refazer as mesmas com o pincel. Para criar a obra, ele montou no quintal de sua casa um cenário com índios de uma aldeia da região de Bananal. Dessa forma, ele podia observar minuciosamente o comportamento deles e fazer seu registro com perfeição.
A paisagem temática presente na obra é marca registrada do artista, que desenvolveu aqui uma pintura lisa e com uso de veladuras. O uso das cores é fiel às características locais, conquistada através de um trabalho minucioso e pessoal no uso das cores azuis, verdes e ocres. A paisagem retratada por Benedito Calixto tem uma estrutura bem marcada, especialmente na porção terrestre. Não há acidentes na paisagem definindo sua demarcação. Há uma vasta quantidade de figuras que se estendem por toda a tela, até seu perímetro. Mescla indígenas e europeus com tranquilidade e variedade de comportamentos. Além disso, a ação das figuras na tela é narrativa e não concentrada: as situações e comportamentos são diversificados e ocupam todos os planos da terra.
A tela pressupõe três tipos sociais: índios, brancos colonizadores (portugueses) e os representantes da Igreja Católica, que levam a cruz para as terras brasileiras. Tendo Santos como interesse primordial ao produzir suas obras, um dos principais objetivos de Benedito foi revelar uma tradição tipicamente paulista em suas pinturas, como "Fundação de São Vicente". Morando praticamente toda a vida no estado de São Paulo, a maior parte do tempo em São Vicente, buscou retratar o litoral brasileiro como ação patriótica, mostrando o mar, a fauna e a flora da região.

## Análise
De imensa importância histórica, a obra testemunha precedentes de uma intensa ocupação de terra por europeus e difunde um discurso visual que se tornou fundamental para a criação de um imaginário social sobre as origens urbanas de São Paulo e Brasil. Diversos estudiosos entendem a obra não como um documento histórico do século XVI, mas como um documento da época em que foi produzida e digerida, representando as necessidades simbólicas da sociedade do final do século passado, que busca inventar uma história para uma nação ainda jovem. Como "janela do passado", a obra é uma fonte de informação para que se entenda o imaginário da sua época. A história e a arte eram as ferramentas de invenção de tradições que formulavam a história do Brasil, criando uma "verdade" desejada e crenças que fixavam sínteses simbólicas de alto impacto, documentando a história. Há um esforço de enaltecimento da raça do colonizador.
| “ | A pintura histórica serviu para a construção de mitos e heróis, bem como para retratar momentos considerados importantes, sobretudo, os inaugurais, da história nacional. | ” |

Segundo a análise formal proposta por Ulpiano T. Bezerra de Meneses, há três aspectos fundamentais a serem abordados na obra. O primeiro deles é a extensão da tela, seu enquadramento e a disposição dos elementos ali representados, em terra, céu e mar. O segundo aspecto é a forma de estruturação da paisagem, o papel que ela exerce na composição da imagem e os elementos distintivos do local. O último aspecto que merece relevância é a distribuição de figuras, que propõe uma hierarquia, e os suportes da atividade humana. Dessa forma, faz uma descrição minuciosa dos costumes, família, e poder político, religioso e social vigentes na época. Além disso, Calixto salienta na obra que o meio faz o homem: apresenta um encadeamento entre um elemento inicial, a terra, e um segundo, o homem.
A natureza da obra, representada através da vasta vegetação, é o que sugere a sua localização. Exímio paisagista, Benedito demonstra em "Fundação de São Vicente" não ficar preso somente aos acontecimentos históricos: busca na natureza cenas bonitas e de onde se extrai grande quantidade de informações, tais como os formatos de moradias e ferramentas indígenas.

## Contexto e recepção
Idealizada em 1900, a obra foi adquirida na época por dez contos de réis no IV Centenário do Descobrimento do Brasil. O quadro foi recebido pelo Museu Paulista, como um oferecimento da comissão responsável pelo evento do centenário, e o local de sua exposição foi escolhido pessoalmente pelo próprio pintor, que na época já detinha certo reconhecimento na área. Uma sequência de aquisições de quadros se deu a partir de então.
O quadro foi a segunda pintura histórica a ser incorporada à coleção do Museu Paulista, sendo precedida apenas por Independência ou Morte, de Pedro Américo Figueiredo de Mello. Segundo o pesquisador Eduardo Polidori: "Esses dois episódios marcavam a participação paulista no início da ocupação do território e na independência política. Representá-los em pinturas monumentais era a matéria-prima para a construção de uma narrativa visual celebrativa sobre a história da nação brasileira que deveria ser vista a partir da exposição do museu, já no início do regime republicano".
Nesse momento, dos anos 1900 em diante, o Brasil vivia um momento de mudanças na república, urbanização e desenvolvimento econômico e artístico, precedendo a Semana de 22. O Brasil não apresentada contornos nítidos no governo vigente e tentava escrever a história que queria contar.
Até 1907, a representação da fundação de São Paulo não havia sido tema de um grande quadro, com proporções maiores do que o comum, apesar de haverem indícios de que Benedito Calixto já planejava produzir "Fundação de São Vicente" desde 1890, quando foi instalado o quadro Independência ou Morte de Pedro Américo no Museu Paulista.
Em geral, obras com o intuito de retratar fundações de núcleos urbanos eram extremamente comuns nesse momento da história brasileira, com destaque para a passagem do século XIX para o XX. Foi nesse momento que os estados começaram a encomendar iconografias de assuntos histórico-regionais, com a finalidade de expor as criações ao público massivo. Assim como "Fundação de São Vicente", entraram na leva "Fundação da Cidade do Rio de Janeiro" e "Fundação de Santos". Na época, os historiadores paulistas procuravam reescrever a história do Brasil com um novo olhar e para isso, criavam um caráter imagético.
Benedito Calixto, assim como Oscar Pereira da Silva, Belmonte e Domenico Failutti, de técnicas de estilos diferentes, recebiam muitas encomendas de obras, painéis e pinturas na época. Todos produziam com supervisão direta, para que as obras tivessem um determinado discurso visual, fato que permaneceu mesmo após o centenário da independência. O Brasil vivia um momento de definição de seu imaginário social e por isso, artistas como esses eram contratados para representar as origens idealizadas na época - como a chegada dos portugueses a São Vicente e o contato indígena.
Para os estudiosos que estudaram e analisaram Benedito Calixto, mais do que um ideal republicano, o artista teria uma maneira paulista de ver o Brasil, o que reverbera uma discussão especialmente forte no século XX sobre o papel das artes plásticas nos atos fundadores do país.

## Localização
O quadro foi colocado na Sala B-11 do Museu do Ipiranga. Diz Eduardo Polidori: "A escolha de Benedito Calixto em alocar a pintura histórica na sala B-11 passa, portanto, pela necessidade em celebrar, ao mesmo tempo, o primeiro e pacífico encontro entre europeus e indígenas americanos e, sobretudo, a agência mediadora que o litoral sul paulista deteve nesse processo, entronizando duplamente a civilização por vias complementares entre si. Nesse sentido, a escolha do pintor se alinhava às intenções da Sociedade Commemoradora, especialmente se recobrada a metáfora usada por Gregório I. de Freitas sobre a Capitania de São Vicente ter sido a “primeira cellula formadora da nação brasileira”. A pintura dispõe de potencial para celebrar a formação histórica do território, ao mesmo tempo em que as demais coleções da sala B-11 informavam sobre sua constituição natural".

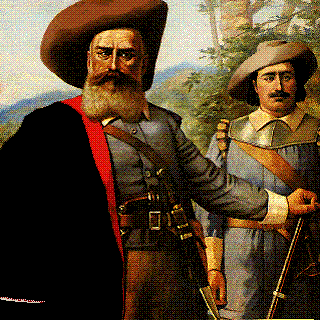
Retrato de Domingos Jorge Velho.

Com a chegada de Afonso Taunay à direção do Museu do Ipiranga, o quadro foi movido para a Sala A-10. Na mesma sala, foram colocados: os retratos históricos de Bartolomeu de Gusmão, do Padre José de Anchieta e do bandeirante Domingos Jorge Velho, todos da autoria de Calixto. Disse Eduardo Polidori: "Quando inaugurada, a sala A-10 veiculava uma poderosa articulação visual, onde Fundação de São Vicente recebia um lugar central e de destaque. Foi um primeiro passo do diretor para a valorização da coleção de história, segundo seus critérios, e o início da narrativa concentrada no protagonismo paulista na construção da memória da nação brasileira".
Continua Eduardo Polidori: "Em 1922, no contexto de comemoração da Independência, a sala A-10 recebeu a incorporação da Carta Geral das Bandeiras Paulistas (2,63 m x 2,33 m), de autoria do próprio diretor. Seria fundamental notar, para os nossos propósitos, que esse objeto foi alocado precisamente na parede oposta àquela em que estava Fundação de São Vicente. Essa disposição espacial, em que a pintura aparece em frente ao mapa que ilustra a expansão territorial a partir das bandeiras, consolida uma relação dialética que toma o litoral vicentino como a antessala da epopeia bandeirante seiscentista: o retrato de Domingos Jorge Velho, nesse sentido, foi alocado ao lado direito da Carta, o que nos permite tanto inferir a ressignificação do personagem enquanto metonímia das bandeiras paulistas, e não apenas como destruidor do Quilombo dos Palmares".

## Importância histórica de São Vicente para o Brasil

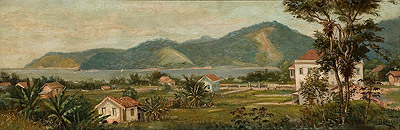
São Vicente, na arte de Benedito Calixto.

A cidade de São Vicente, reconhecida como marco fundador do Brasil colonizado, situa-se na parte central do litoral paulista, conhecida como Baixada Santista. Foi a primeira cidade fundada pelos portugueses no Brasil, sendo 22 de janeiro de 1532 a sua data oficial de fundação. Por sua posição estratégica, foi palco do início da ocupação do espaço regional na expansão portuguesa. Na história oficial, 30 anos antes de Martim Afonso de Souza chegar a São Vicente, foi uma expedição portuguesa comandada por Gaspar de Lemos que chegou nessas terras, em 22 de janeiro de 1502, batizando a ilha em homenagem a São Vicente Mártir. Na época, o Brasil também era alvo de cobiça de franceses e ingleses. Antes deles, Antonio Rodrigues, João Ramalho e Mestre Cosme Fernandes (o "Bacharel"), prováveis tripulantes da armada de Francisco de Almeida que desembarcou em 1493, foram os primeiros portugueses que viveram em São Vicente. Eles viviam em harmonia com os índios, exercendo o livre comércio de roupas e comidas.

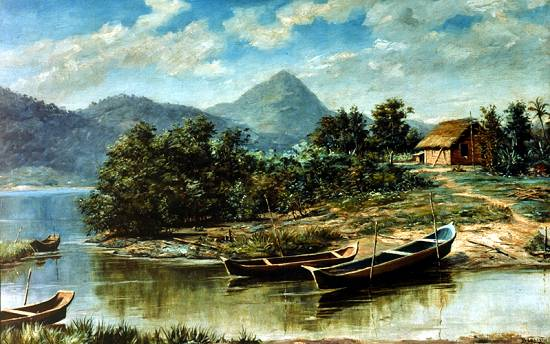
Baía de São Vicente, por Benedito Calixto.

Enquanto na década de 1520, os índios e poucos portugueses daquela terra conviviam em paz, há alguns quilômetros dali, em 1523, uma esquadra de seis navios de Cristóvão Jaques, designada pela Coroa Portuguesa para reforçar a vigilância pela costa do novo país, afundou três navios franceses próximos à Bahia. A Corte, alarmada, decidiu que era o momento de iniciar uma colonização oficial nessas novas terras. D. João III mandou então alguns oficiais em uma expedição, com seu amigo de infância Martim Afonso de Sousa, que levou o irmão, Pero Lopes de Sousa, e mais de 400 homens em cinco embarcações (que podem ser vistas no quadro "Fundação de São Vicente"). Essa expedição partiu de Lisboa, no dia 3 de dezembro de 1530. Portanto, apesar dos fatos anteriores, a posse oficial do território de São Vicente ocorreu com a expedição de Martim Afonso de Souza, no ano de 1532, quando o explorador veio com a intenção de fundar uma Vila.
A esquadra chegou à ilha em 20 de janeiro de 1532, mas por conta do mau tempo, desceram em terra firme apenas em 22 de janeiro - momento em que Martim Afonso batizou o local como Vila de São Vicente. Os portugueses optaram por se instalar nas ilhas pela facilidade de defesa e fuga, em caso de ataques indígenas ou piratas.
Nesse momento, foi instalada a primeira Câmara Municipal das Américas e em 22 de agosto de 1532, realizaram as primeiras eleições do continente americano - configurando São Vicente como berço da democracia americana.
Em pouco tempo, a importância de São Vicente decaiu, pois apesar de ter firmado-se como uma pequena vila, a vizinha Santos detinha melhores condições para o atracadouro de embarcações. Após um desastre natural ocorrido em 1542, a vila original de São Vicente foi completamente destruída. O mar agitado invadiu a praia e as pequenas ruas, fazendo com que a vila fosse reconstruída posteriormente mais distante do mar.

São Vicente tem um grande aproveitamento de sua herança histórica, que serve como atrativo turístico para o município. Apresenta ações públicas frequentes para a valorização de seus fatos e sítios históricos, procurando sempre conscientizar os seus valores culturais e resgatar a identidade local. Existe anualmente uma encenação da cena da chegada de Martim Afonso de Souza a São Vicente e fundação da Vila, que ocorre no aniversário da cidade, 22 de janeiro.